# Redbird Smith
Redbird Smith – jednostka osadnicza w Stanach Zjednoczonych, w stanie Oklahoma, w hrabstwie Sequoyah.